# Psectrodes
Psectrodes is een geslacht van vlinders van de familie snuitmotten (Pyralidae), uit de onderfamilie Chrysauginae.

## Soorten
- P. abrasalis Walker, 1858
- P. illapsalis Walker, 1858